# Movimento teresiano di apostolato
Il Movimento teresiano di apostolato (in spagnolo Movimiento Teresiano de Apostolado, sigla M.T.A.) è un'associazione internazionale di fedeli di diritto pontificio.

## Storia
Le remote origini dell'associazione risalgono al 1873, quando Enrique Antonio de Ossó y Cervelló fondò a Tortosa l'arciconfraternita delle Figlie di Maria Immacolata e Teresa di Gesù. Le suore della Compagnia di Santa Teresa di Gesù, fondate dallo stesso Enrique Antonio de Ossó, diedero formalmente inizio all'associazione come branca secolare della loro congregazione nel 1977 a Roma.
Il Pontificio consiglio per i laici riconobbe il Movimento teresiano di apostolato come associazione internazionale di fedeli di diritto pontificio il 12 luglio 1977.

## Attività e diffusione
La spiritualità dell'associazione è quella di santa Teresa di Gesù e il suo fine è quello di "stimolare i propri membri a conoscere e amare Cristo e a farlo conoscere e amare".
L'associazione riunisce bambini, adolescenti e adulti di ambo i sessi e i suoi responsabili operano sotto la guida delle superiore locali e generale della Compagnia di Santa Teresa di Gesù.
L'associazione conta circa 37 600 membri ed è presente in 21 nazioni. La sede centrale dell'associazione è in via Valcannuta a Roma.